# Schema (Psychologie)
Ein Schema ist ein Hilfsmittel des Menschen, um Informationen, die er über seine Sinnesorgane aufnimmt, eine Bedeutung zuzuordnen. Schemata ermöglichen dem Menschen, sich in jeder Situation schnell und mühelos zurechtzufinden und sinnvoll zu verhalten. Nur in überraschenden oder besonders wichtigen Situationen werden nicht Schemata, sondern kontrollierte, bewusste Kognitionen handlungsleitend.
Schemata sind Inhalte des impliziten Gedächtnisses, werden also in die jeweilige Situation „mitgebracht“, und bestimmen durch Wiedererkennen (top down) über Auswahl/Filterung der eingehenden Information, deren Bedeutung und im Weiteren über Speicherung und Einordnung des neuen Wissens. Weiterhin füllen sie Informationslücken aus und entscheiden darüber, wie mehrdeutige Reize interpretiert werden. Schemata steuern somit die Wahrnehmung und Informationsverarbeitung des Menschen und in der Konsequenz sein Handeln. Wenn die Realität Unterschiede zum aktiven Schema aufweist, werden diese nur wahrgenommen, wenn sie sehr auffällig, „nicht zu übersehen“ sind. Jean Piaget (Entwicklungspsychologe 1896–1980) prägte den Begriff „Schema“, um eine kognitive Struktur, in die unsere Erfahrungen eingeordnet werden, zu benennen. Grundlegende Arbeiten zur Schema-Forschung stammen von Bartlett (1932) und Markus (1977). Es gibt keine einheitliche Auffassung darüber, wie sich der Begriff Schema von den Begriffen Skript, Repräsentanz, RIG oder Arbeitsmodell abgrenzen lässt. Es gibt vielmehr starke Überschneidungen der Begriffe. Stern habe sich oft auf Arbeiten von Piaget bezogen und die Bezeichnung Schema für innerpsychische Konstrukte der präsymbolischen Periode verwendet, Repräsentanz hingegen für Konstrukte in der Periode der Symbolisierung.
Fachlich beschrieben wird als Schema in der Psychologie eine mentale Wissensstruktur bezeichnet, die Information über ein bestimmtes Objekt oder Konzept in abstrakter, generalisierter Form enthält. Schemata sind nicht als Entitäten im Gedächtnis zu verstehen, sondern als Veranschaulichung, wie erlerntes Wissen in der Informationsverarbeitung genutzt werden kann.

## Vereinfachte Beschreibung mittels Analogie und Beispiel

### Analogie
Schemata lassen sich als viele verschieden etikettierte Schubladen eines Schrankes verstehen, in denen die zugehörigen Dinge gesammelt werden.

### Beispiel zur Anwendung
In Publikationen wird als „klassisches“ Beispiel für die Schema-Anwendung mehrfach das Schema für den „Restaurant-Besuch“ beschrieben. Das Schema umfasst Merkmale zur Unterscheidung beispielsweise eines Restaurants von einem Bahnhof, und Merkmale von zugehörigen Prozessen, wie beispielsweise die Speisekarte lesen, bestellen, Nahrungsaufnahme, Rechnung erbitten. Ein solches Restaurant-Schema steuert die Erwartungen des Menschen, lenkt seine Wahrnehmung und steuert seine Handlungen und Interaktionen. Beim Erwerb dieses Schemas ist es noch einfach konzipiert, später kann es sich auf eine große Vielfalt in- und ausländischer Restaurants ausdifferenzieren, mit Unterscheidungen untereinander. Schemata können nicht nur Informationen aufnehmen, interpretieren und in Wissen umwandeln, sie können ebenso als Instrument systematischer Suche nach passender Information eingesetzt werden. Vermutet der Mensch beispielsweise, es könne sich bei einem Gebäude um ein Restaurant handeln, so sucht er vielleicht nach einer Speisekarte im Aushang, um seine Vermutung zu prüfen.

## Allgemeine Funktionsweise von Schemata
- Schemata können explizit oder implizit aktiviert werden. Eine Möglichkeit, Schemata explizit zu aktivieren, wäre über den Inhalt des Schemas nachzudenken; eine implizite Möglichkeit wäre die Verarbeitung von Informationen, die das Schema beinhaltet. So ist es beispielsweise möglich, das Schema „Aggressivität“ zu aktivieren, indem eine Person über Aggressivität nachdenkt (explizit), aber auch, wenn die Person eine Geschichte über aggressives Verhalten einer anderen Person liest (implizit).
- Die Zugänglichkeit, also die Leichtigkeit der Aktivierung von Schemata, ist abhängig von der Benutzungshäufigkeit. So sind häufig benutzte Schemata zugänglicher als nicht so häufig benutzte. Leicht zugängliche (d. h. leicht aktivierbare) Schemata werden zur Interpretation von Informationen aus der Umwelt eher benutzt als schwer aktivierbare.
- Schemata sind unabhängige kognitive Entitäten. Falls ein Schema aktiviert ist, bedeutet das nicht, dass ein Schema, das ähnliche Inhalte aufweist, ebenfalls aktiviert ist.
- Schemata beinhalten Informationen und können die Interpretation von Informationen beeinflussen. Nicht eindeutige Informationen werden somit mittels des aktivierten Schemas interpretiert. Falls bei jemandem beispielsweise durch eine Person mit Glatze das Schema „Skinhead“ aktiviert wird, wird zum Beispiel das Verhalten der Person anhand der Information, die im Schema „Skinhead“ enthalten ist, interpretiert. Dieser Effekt wird als „Assimilation“ bezeichnet.
- Schemata können die Aufmerksamkeit, abhängig von den Umständen, auf schemakonsistente oder schemainkonsistente Informationen lenken. Aktivierte Schemata können die Erinnerung von Informationen beeinflussen, wenn die eigentliche Erinnerung an ein Ereignis nicht eindeutig ist.

## Perseveranz
Selbst wenn jemand bereits weiß, dass ein Schema dysfunktional ist, wird es dennoch so lange wie möglich beibehalten, ein so genannter Perseveranzeffekt. Wissen besteht also nicht im Empfang von Informationen, sondern in ihrem Einbau in vorhandene Schemata, also ihrer Aufnahme ins implizite Gedächtnis. Im klassischen Experiment von Ross, Lepper und Hubbard (1975) wurde den Versuchspersonen zunächst weisgemacht, sie hätten in einem Test besser als der Durchschnitt (Erfolgs-Feedback) oder schlechter als der Durchschnitt (Versagens-Feedback) abgeschnitten. Dann wurden sie darüber aufgeklärt, dass dieses Feedback frei erfunden war. In der eigentlichen Testphase sollten die Versuchspersonen nun einschätzen, a) wie gut sie in dem Test tatsächlich waren und b) wie gut sie in einem weiteren Test abschneiden würden. Beide Selbsteinschätzungen erwiesen sich als konsistent mit dem rein zufälligen Feedback auf den ersten Test; das heißt, die Versuchspersonen folgten der Aussage des Feedbacks trotz Wissens über deren Willkürlichkeit.
Wenn das eigene Verhalten zur Perseveranz eines Schemas beiträgt, spricht man auch von einer sich selbsterfüllenden Prophezeiung.

## Wissenspsychologie
In der Wissenspsychologie definieren Mandl und Spada Schemata als „Wissensstrukturen“, die auf Erfahrungen basieren und „typische Zusammenhänge eines Realitätsbereichs“ repräsentieren.
Danach lassen sich Schemata nach sechs Merkmalen beschreiben:
- Schemata sind kognitive Strukturen für allgemeines Wissen im Gedächtnis. Innerhalb dieser Strukturen zeigt sich, wie dieses Wissen repräsentiert wird. Schemata organisieren typische Zusammenhänge aus dem Bereich der Realität.
- Schemata besitzen „Leerstellen“, die mit unterschiedlichen Werten besetzt werden können.
- Schemata können ineinandergefügt sein.
- Schemata verfügen über episodisches und generisches Wissen.
- Neben einer Struktur verfügen Schemata ebenso über eine ausgeprägte Prozesskomponente.
- Das in Schemata repräsentierte Wissen ist nicht auf einzelne Inhaltsbereiche beschränkt.

Wie bei Quinn und Holland, so werden allgemein Wahrnehmungsschemata und Handlungsschemata voneinander unterschieden. Als „Modelle von der Welt“ beinhalten sie Deutungs- und Erklärungswissen. Als „Modelle für die Welt“ beinhalten sie Wissen zur Lösung von Problemen und für das Handeln.

### Repräsentationsebenen
Das Abbilden von Ereignissen im Gedächtnis des Menschen wird Repräsentation genannt. Dabei dienen die Schemata zur Umformung der durch die Sinnesorgane wahrgenommenen Informationen.
Neben den angeborenen Repräsentationen wie Lidschlussreflex und Sprachkompetenz können nach Karl-Heinz Flechsig in vier Ebenen der Repräsentation, basierend auf erlernte Schemata, unterteilt werden:
1. episodische Repräsentation (einfache Sachverhalte: beispielsweise das Anzünden einer Zigarette)
2. kategorische Repräsentation (abstrakte Schemata: die Vorstellung einer Zigarettenschachtel, vom Rauchen, von der Suchtbefriedigung). Diese Ebene ist mit anderen Ebenen verbunden.
3. einfache hypothetische Repräsentation (einfache „kulturelle Modelle“ „cultural models“ wie Krankheit, Eigentum)
4. komplexe hypothetische Repräsentation („Weltbilder“, „Menschenbilder“, „Mythen“, „Lebensmuster“)

### Gesellschaftliche Aspekte von Schemata
Schemata werden individuell dargestellt, können jedoch nicht losgelöst von gesellschaftlichen Aspekten betrachtet werden.
Sehr verallgemeinert lassen sich dabei alle Schemata nach drei Aspekten befragen:
- Wie verbreitet sind diese Schemata unter den Mitgliedern einer Gesellschaft?
- Wie selbstverständlich sind diese Schemata unter den Mitgliedern dieser Gesellschaft?
- Welche Bedeutung für die Mitglieder dieser Gesellschaft kommt den Schemata für das Weltverständnis und das Verhalten zu?

## Alternative Begriffe
Seit Mitte 1980 findet die wissenschaftliche Bearbeitung von Schematheorien in unterschiedlichen wissenschaftlichen Disziplinen Beachtung. Es existieren dazu Beiträge aus dem Bereich der Psychologie, der Linguistik, der Informatik (Erforschung künstlicher Intelligenz), der Neurophysiologie und der Wissenstheorie. Der Sprachgebrauch und die Theoriebildung weisen eine große Vielfalt auf und es gibt derzeit keine einheitliche Definition der Schematheorie.
Zu Schema vergleichbare Begriffe sind „Skript“, „Modell“, „Muster“, „Szenario“, „Kontext-Modul“, „Frame“ oder auch „Prototyp“.
Die unterschiedlichen Theorien können das Schemakonstrukt je nach konkretem Gegenstand unterschiedlich benutzen. In der Kernaussage (nach Mandl S. 124) sind Schemata Wissensstrukturen, in denen auf Grund von Erfahrungen typische Zusammenhänge eines Realitätsbereichs repräsentiert sind. Ähnlichkeiten bestehen in der gemeinsamen Annahme mehrerer Stufen oder Ebenen der Schemabildung, wobei vorwiegend von einer Verbindung oder Vernetzung untereinander ausgegangen wird.

## Psychotherapie
Aaron T. Beck, der Gründer der Kognitiven Therapie, weist darauf hin, dass der Begriff Schema auf Arbeiten von F. C. Bartlett (1932, 1958) und Jean Piaget (1926, 1952) zurückgeht. Bereits Jean Piaget unterschied zwischen kognitiven und affektiven Schemata. Laut Beck, Emery und Greenberg (1985) spielen sogenannte negative kognitive Schemata eine zentrale Rolle bei der Entstehung psychischer Erkrankungen. Sie unterscheiden dabei zwei Formen:

- Unkonditionale Annahmen: Das sind Grundüberzeugungen, die unabhängig (absolut) von äußeren Bedingungen sind. Ein Beispiel für eine unkonditionale Annahme ist: „Ich bin nicht liebenswert.“[15]
- Konditionale Annahmen: Das sind Grundüberzeugungen, nach denen etwas unter bestimmten Bedingungen (Konditionen) eintritt. Es ist eine Wenn-dann-Verknüpfung (Kausalannahme). Ein Beispiel dafür ist: „Wenn andere merken, dass ich ängstlich bin, werden sie mich ablehnen.“[15]

Beide Formen hätten unterschiedliche Auswirkungen. Im Rahmen der später entwickelten Schematherapie nach Jeffrey E. Young wird angenommen, dass lebensgeschichtlich früher entstandene Schemata unkonditionale Annahmen über sich und andere sind, während später entstandene Schemata konditional seien. Während Beck im Rahmen der Kognitiven Therapie versuchte kognitive Schemata zu bearbeiten, richtete Young angeregt durch Piaget den Fokus auch auf emotionale Schemaanteile und entwickelte die Schematherapie, bei der er Techniken der Gestalttherapie (wie „Stühle-Arbeit“) mit einbezog.